# Stefan Florenski
Stefan Florenski  (17. prosince 1933 Gliwice – 23. února 2020, Hamm) byl polský fotbalový obránce.

## Fotbalová kariéra
Začínal v týmu Górnik Sośnica.
Polskou nejvyšší soutěž hrál za Górnik Zabrze. Nastoupil ve 258 ligových utkáních a dal 1 gól. S Górnikem Zabrze získal devětkrát mistrovský titul a pětkrát vyhrál polský fotbalový pohár. Kariéru končil v týmu GKS Tychy. V Poháru mistrů evropských zemí nastoupil v 19 utkáních a v Poháru vítězů pohárů nastoupil v 7 utkáních. Za polskou reprezentaci nastoupil v letech 1957-1968 v 11 utkáních. Byl členem polské reprezentace na LOH 1960 v Římě, ale v utkání nenastoupil.

## Ligová bilance
| Ročník             | Zápasy | Góly | Klub          |
| ------------------ | ------ | ---- | ------------- |
| I Liga 1957        | 19     | 0    | Górnik Zabrze |
| I Liga 1958        | 22     | 0    | Górnik Zabrze |
| I Liga 1959        | 17     | 0    | Górnik Zabrze |
| I Liga 1960        | 4      | 0    | Górnik Zabrze |
| I Liga 1961        | 15     | 0    | Górnik Zabrze |
| I Liga 1962        | 14     | 0    | Górnik Zabrze |
| I Liga 1962/1963   | 24     | 0    | Górnik Zabrze |
| I Liga 1963/1964   | 25     | 0    | Górnik Zabrze |
| I Liga 1964/1965   | 25     | 1    | Górnik Zabrze |
| I Liga 1965/1966   | 24     | 0    | Górnik Zabrze |
| I Liga 1966/1967   | 9      | 0    | Górnik Zabrze |
| I Liga 1967/1968   | 22     | 0    | Górnik Zabrze |
| I Liga 1968/1969   | 20     | 0    | Górnik Zabrze |
| I Liga 1969/1970   | 14     | 0    | Górnik Zabrze |
| I Liga 1970/1971   | 4      | 0    | Górnik Zabrze |
| CELKEM Ekstraklasa | 258    | 1    |               |